# مترو (روزنامه انگلیسی)
مترو ( به انگلیسی: Metro) یک روزنامه انگلیسی است که توسط انتشارات دی‌ام‌جی منتشر می‌شود. این روزنامه از دوشنبه تا جمعه صبح در مکان‌های عمومی در مناطقی از انگلستان، ولز و اسکاتلند (به استثنای تعطیلات رسمی و دوره بین شب کریسمس و سال نو) توزیع می‌شود. نسخه‌هایی نیز بین عابران توزیع می‌گردد. در سال ۲۰۱۸، مترو با پشت سر گذاشتن روزنامه سان به پرتیراژترین روزنامه در بریتانیا تبدیل شد.
مترو متعلق به دیلی میل و دی‌ام‌جی‌تی است، که بخشی از همان گروه رسانه‌ای دیلی میل و دیلی میل یکشنبه است، اما در برخی مناطق ، مترو با داشتن حق امتیاز ناشر به عنوان یک روزنامه محلی عمل می‌کند، نه به صورت کامل. نگرانی‌ای که در مورد این روزنامه وجود دارد متعلق به خواهر روزنامه محافظه کار دیلی میل است، این روزنامه از هیچ حزب سیاسی یا نامزدی آن حمایت نکرده است و در گزارش‌های خود موضع سیاسی بی‌طرف دارد.

## تاریخچه

### راه‌اندازی لندن
مفهوم روزنامه رایگان مترو از سوئد سرچشمه گرفت، نشریه‌ای در سوئد به همین نام در سال ۱۹۹۵ توسط مترو اینترنشنال راه اندازی شد. مدیران بریتانیایی روزنامه، جاناتان هارم‌زورث و مرداک مک‌لنان، بنا بر گزارش‌ها از ایده دی‌ام‌جی‌تی الهام گرفتند و برای «مأموریت حقیقت‌یابی» و توسعه نسخه‌شان به استکهلم رفتند. همچنین در اواخر دهه ۱۹۹۰ گزارش‌هایی منتشر شد مبنی بر اینکه هم مترو اینترنشنال و هم نیوز اینترنشنال روپرت مرداک در حال بررسی راه‌اندازی روزنامه‌های رایگان در بریتانیا بودند که ممکن است یک تهدید تجاری برای مشاغل دی‌ام‌جی‌تی باشد.

## ویراستاران
- ۱۹۹۹: ایان مک‌گرگور (روزنامه‌نگار)
- ۲۰۰۱: کنی کمپبل
- ۲۰۱۴: تد یانگ (روزنامه‌نگار)
- ۲۰۲۳: دبورا آرتورز